# Academia de Științe din Kazahstan
Academia de Științe din Kazahstan (denumire oficială „Academia Națională de Științe a Republicii Kazahstan”) este cel mai înalt for științific al Republicii Kazahstan. Academia de Științe a fost fondată la 1 iunie 1946 pe structura filialei kazahe a Academiei de Științe a URSS. Biroul central este situat în Almaty. Este o instituție de stat formată din membri activi (academicieni), membri corespondenți și oameni de știință de frunte din Kazahstan. 
Principalele activități ale Academiei sunt cercetarea științifică, analiza și prognoza dezvoltării științei, prioritățile dezvoltării științei și formarea personalului științific, sprijin, formare și coordonarea programelor științifice, promovarea cooperării internaționale, inovarea și investițiile în domeniul dezvoltării științei. Domeniile de cercetare includ științele pământului, matematică, informatică, fizică, teledetecție și tehnologii spațiale, chimie, materiale inovative, substanțe biologic active, biochimie și fiziologia plantelor, botanică, științele solului, științe sociale și umane. Președintele actual este profesorul Murat Zhurinov (din 2003). 

## Istoria Academiei
Primele instituții științifice au apărut pe teritoriul Republicii Kazahstan la începutul secolului al XX-lea. În prima etapă, acestea erau instituții agricole care desfășurau cercetări privind soiurile de semințe.

### Filiala kazahă a Academiei de Științe a URSS
Istoria Academiei începe în 8 martie 1932, când Prezidiul Academiei de Științe a URSS, la cererea guvernului RASS Kazahstan, a decis să organizeze o bază științifică în Kazahstan, la Almaty. Noua organizație creată în același an a inclus sectoarele zoologice și botanice. În noiembrie 1938, baza a fost transformată în filiala kazahă a Academiei de Științe a URSS (KazFAN din URSS). Aceasta a fost cea mai mare instituție din republică, care a angajat 100 de oameni de știință, inclusiv 3 medici și 14 doctoranzi în domeniul științelor - înainte de începerea celui de-al Doilea Război Mondial.
Până la începutul anilor 1940, în Kazahstan existau douăsprezece universități, unsprezece organizații de cercetare-dezvoltare și design tehnologic, două institute de proiectare, două stații experimentale agricole, șase divizii de cercetare și proiectare a fabricilor, o grădină botanică și un parc zoologic.

### Academia de Științe a RASS Kazahstan
La 26 octombrie 1945 a fost emisă o rezoluție a Consiliului Comisarilor Poporului din URSS privind organizarea Academiei de Științe din Kazahstan. Prin urmare, Academia de Științe a RASS Kazahstan a fost înființată la 1 iunie 1946 prin decretul Prezidiului Sovietului Suprem, Consiliul de Miniștri al RASS Kazahstan și Comitetul Central al Partidului Comunist din Kazahstan. Acesta a devenit principalul pol științific al republicii și coordonatorul lucrărilor de cercetare științifică din Kazahstan. Încă din primii ani după înființare, Academia Națională de Științe a republicii a lansat un amplu studiu privind dezvoltarea resurselor naturale, care a contribuit semnificativ la dezvoltarea productivității în rezolvarea unor probleme naționale economice, sociale și spirituale importante. 

### Academia Națională de Științe din Kazahstan
În 1996, prin decretul președintelui Kazahstanului, Academia Națională de Științe, Academia Kazahă de Științe Agricole și Ministerul Științei și Tehnologiilor Inovative din Republica Kazahstan au fuzionat în organul executiv central al Guvernului Republicii Kazahstan, „Ministerul Științei - Academia Națională de Științe a Republicii Kazahstan”. 
În 1999, Academia de Științe a fost separată de minister, în timp ce toate instituțiile academice au rămas parte a acestuia. Academia este o asociație publică. 
În 2003, în conformitate cu Decretul președintelui Republicii Kazahstan, Academia a primit statutul de asociație privată republicană „Academia națională de științe a Republicii Kazahstan”.

## Președinții Academiei
- Kanysh Satbayev (1946–1952, 1955–1964)
- Dinmukhamed Kunaev (1952–1955)
- Shafik Chokin ( 1964–1967)
- Shahmardan Yesenov (1967–1974)
- Askar Kunaev (1974–1986)
- Murat Aitkhozhin (1986–1987)
- Umirzak Sultangazin (1987–1994)
- Kenzhegali Sagadiev (1994–1996)
- Vladimir Shkolnik (1996–1999)
- Nagima Aitkhozhina (1999-2002)
- Serikbek Daukeev (2002–2003)
- Murat Zhurinov (2003 - prezent)

## Membri notabili ai academiei

#### Membri cu drepturi depline (academicieni)
- Kanysh Satbayev - geolog și primul Președinte.
- Mikhail Rusakov - geolog
- Dinmukhamed Kunaev - inginer (ulterior politician)
- Shafik Chokin - inginer
- Nikolai Vasilievici Pavlov - botanist[7]
- Murat Aitkhozhin - biolog (biologie moleculară)
- Nadir Nadirov - chimist
- Maya Shigaeva - microbiolog
- Orazak Ismagulov - antropolog
- Askar Dzhumadildayev - matematician

#### Membri corespondenți
- Sarsen Amanzholov - lingvist